# Joseph Wendel
Joseph Wendel (Blieskastel, 27 de mayo de 1901 - Múnich, 31 de diciembre de 1960) fue un cardenal alemán de la Iglesia católica que sirvió como Arzobispo de Múnich y Frisinga a partir de 1952 hasta su muerte. Fue elevado cardenal en 1953 por Pío XII.

## Biografía
Joseph Wendel nació en Blieskastel, y estudió en el seminario de Speyer, en la universidad Pontificia alemana-húngara y en la Universidad Pontificia Gregoriana de Roma. En esta última obtuvo el doctorado en filosofía y en teología. Fue ordenado sacerdote el 30 de octubre de 1927. Realizó su trabajo pastoral en Espira, sirviendo como director de Caritas hasta 1941.

### Episcopado
El 4 de abril de 1941, Wendel fue nombrado obispo coadjutor de Espira y obispo titular de Lebessus. Recibió su consagración episcopal el 29 de junio del mismo año, de manos del obispo Ludwing Sebastian, como celebrante principal, y de los obispos Matthias Ehrenfried y José Kolb como co-consagrantes. Durante la Segunda Guerra Mundial, defendió firmemente los derechos de la Iglesia y a los derechos humanos. Wendel era conocido como el Obispo de la Paz, puesto que luego de la guerra, se esforzó por restablecer la buena voluntad en la Alemania Occidental.
El papa Pío XII nombró a Wendel Arzobispo de Múnich y Frisinga el 9 de agosto de 1952. 

### Cardenalato
Fue nombrado cardenal de Santa María Nuova en el consistorio del 12 de enero de 1953. Luego, el 4 de febrero de 1956, se convirtió en el vicario apostólico castrense de Alemania. Fue uno de los cardenales electores en el cónclave de 1958, donde eligieron como papa al cardenal Angelo Giuseppe Roncalli, quien eligió el nombre Juan XXIII. Wendel también hizo gestos de ecumenismo con varios líderes protestantes y organizó el Congreso Eucarístico Internacional de Múnich en 1960.

### Fallecimiento
Fallecimiento de un ataque cardíaco en Múnich, poco después de la celebración del Congreso Eucarístico. Contaba con 59 años de edad. Fue sepultado en la Catedral de Nuestra Señora de esa misma ciudad.